# Ribera d'Algés
La ribeira o riu d'Algés és un petit curs d'aigua que naix a Zambujal (Alfragide), al sud-est de la ciutat d'Amadora, i corre cap a Gargalo do Tejo, al sud, per desaiguar al moll de Pedrouços, a Lisboa. Ara tota la seua conca està molt construïda, excepció feta de les zones que drenen la serra de Monsanto.
La ribera travessa amples zones d'habitatges i industrials, i per això ha sofert grans efectes antropogènics. L'ocupació dels terrenys riberencs començà al segle xvi, amb la construcció d'estructures defensives al marge nord del Tejo, que van permetre a la població d'Algés de Cima avançar cap al sud i ocupar la vall d'aquest riu. La pressió demogràfica de les dècades de 1960-70 va veure la construcció desordenada dels altres espais disponibles. A causa d'això, hi sovintegen les riuades i s'arribà a col·lapsar el carrer Comte Major, al 2008. Són pocs, doncs, els trams en què el llit es troba en estat natural.
El seu principal afluent és l'Outurela, que travessa la zona de Carnaxide, Portela i Outurela fins a ajuntar-se al curs d'aigua principal a la zona d'Arquiparque, a Miraflores, on integra, riu avall, el jardí de la localitat. Més enllà d'aquest jardí, en té dos més als seus marges, al municipi d'Amadora: els parcs de Ribeira i de Zambujal. A Portela de Carnaxide, s'uneix al seu llit el riu Monsanto.
A causa de la hidrodinàmica, la qualitat de l'aigua d'aquesta ribera pot afectar la qualitat de l'aigua de les platges de Torre i de Santo Amaro de Oeiras.(8) Dels rius d'Oeiras, la ribera d'Algés és la que presenta la més baixa integritat ecològica, així com els majors nivells de contaminació per metalls pesants i elements químics d'eutrofització.